# 緑 (青森市)
緑（みどり）は青森県青森市の地名。1丁目、2丁目、3丁目で構成される。2017年5月1日現在の人口は2,495人。郵便番号030-0845。

## 地理
サンロード青森、サンワドー一号館のある青森市のなかでは中心市街地をしのぐ大規模小売店の集積地の一角。北で桂木、東は国道103号をはさんで浦町、南東で同じく国道103号をはさんで浜田、南で青葉通りをはさんで青葉、西で青森県道120号荒川青森停車場線をはさんで大野、北西の一点で旭町と接する。
大きな道路沿いには郊外型店舗が多くみられる。特に、サンロード青森周辺には、サンワドー青森中央店をはじめとして、多くの店舗が集積する。そのほかの道路沿いにも中小の店舗等が多く点在するが、裏通りは一般住宅も数多くみられる。

## 歴史
昭和40年代まで水田が広がっていた地域であり、かつては火葬場が置かれていた。1977年（昭和52年）にサンロード青森が開店した頃から急速に都市化が進行した。
- 1996年（平成8年） - 青森市の奥野第一地区区画整理事業について、青森県知事から換地処分完了の公告が出されたのを受けて、町界・町名変更および地番整理が行われた。これに伴い、以下の町名が新たに設定された。
  - 緑一丁目 - 大野字片岡・大野字若宮・浦町字奥野の各一部
  - 緑二丁目 - 浦町字奥野の一部
  - 緑三丁目 - 浦町字奥野・浜田字板橋の各一部[4]

## 施設
- サンロード青森・イオン青森店
- サンワドー青森中央店・1号館
- 青森市立南中学校
- 奥野中央公園
- ひなた保育園
- 第一南幼稚園
- 南奥野市民館

## 交通

### 鉄道
当地内には鉄道は通っていない。

### バス
（国道103号沿い）
- 青森市営バス
  - 横内環状線
  - 浜田環状線
  - 学校教育センター線　ほか

- JRバス東北
  - 横内線

（青葉通り沿い）
- 青森市営バス
  - 横内環状線

### 道路
域内、およびこの地域に接するおもな道路は次の通り。
- 国道103号 - 東の境界線を通る。沿道は、向かい側の浦町字奥野も含め、郊外型店舗等が数多く立ち並んでいる。
- 青森市都市計画道路3・2・2内環状線 - 通称「青葉通り」。南の境界線を通る。沿道は、街路樹と歩道があり、商店・一般企業のほか、住宅がみられる。
- 青森県道120号荒川青森停車場線 - 別名「中央大橋通り」。西の境界線を通る。沿道は、商店等が建ち並ぶ。